# Lotte Honnef-Metzeltin
Lotte Honnef-Metzeltin oder Lotte Honnef-Metzelthin geborene Charlotte Metzeltin (geboren 31. Januar 1902 in Hannover; gestorben 11. Februar 1941 ebenda) war eine deutsche Bildhauerin und Keramikerin. Sie schuf insbesondere Kleinplastiken mit christlichen Motiven in Terrakotta, darunter Krippenfiguren, Kreuzigungs- und Mariendarstellungen.

## Leben

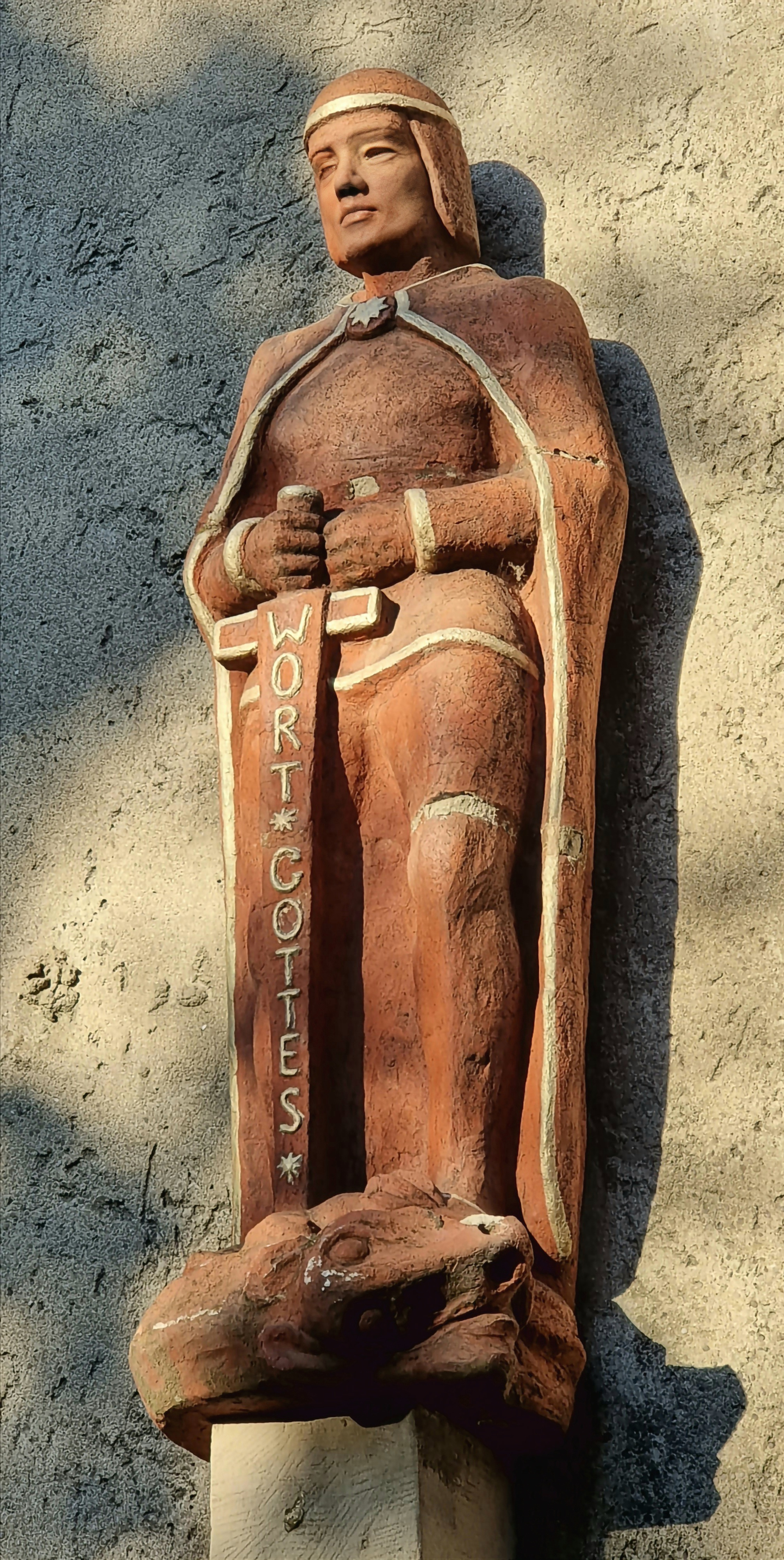
Die dreiteilige, zum Teil bemalte Terrakotta-Figur des Heiligen Georg mit dem Drachen von Honnef-Metzeltin an der Friedenskirche im Zooviertel von Hannover wurde von Eltern der Konfirmanden 1938 gestiftet

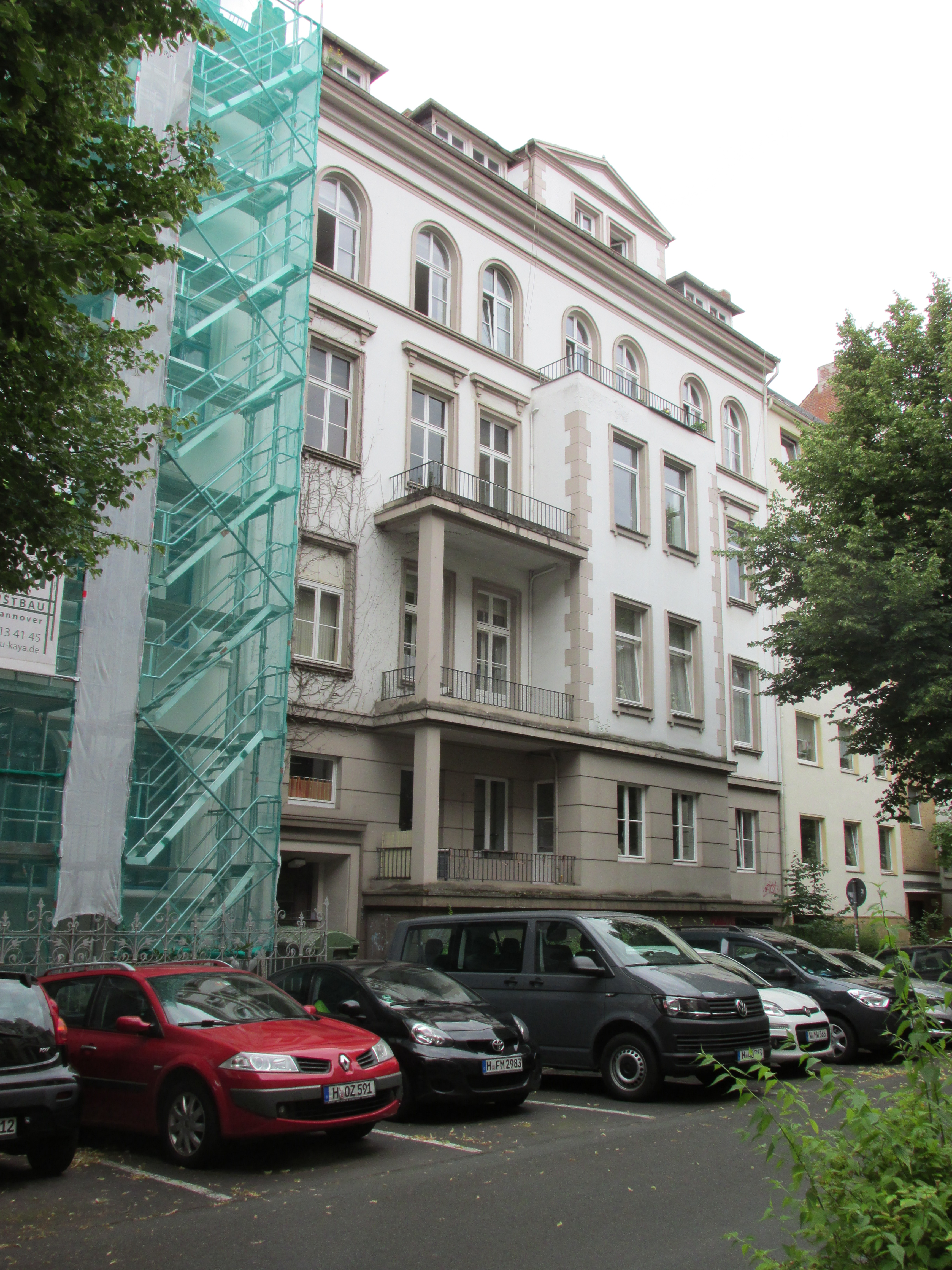
Das Haus Gretchenstraße 22, letzter Wohnsitz von Honnef-Metzeltin

Charlotte Metzeltin war die Tochter des Lokomotivbauers bei der Hanomag, Erich Metzeltin (1871–1948), und dessen 1901 in Hannover geheirateter Ehefrau Johanna Luise Hinzer (1869–1950).
Metzeltin begann erst in ihrem 28. Lebensjahr, bildhauerisch tätig zu werden. Anfangs genoss sie fachdidaktischen Unterricht, bildete sich dann aber autodidaktisch fort. Nach kleineren Auftragsarbeiten in rotgebranntem Ton, später auch Baukeramiken, schuf sie schließlich Plastiken zur Einfügung und Unterstützung auch zeittypisch monumentaler Architektur der späten 1930er Jahre. Arbeiten Lotte Honnef-Metzeltins wurden während der NS-Zeit verschiedentlich in Ausstellungen gezeigt.
Metzeltins Plastik „Rosemarie“ wurde 1936 in Westermanns Monatsheften abgebildet. Als Mitglied des Künstlerinnenvereins Gemeinschaft Deutscher und Oesterreichischer Künstlerinnenvereine aller Kunstgattungen (GEDOK) wurde sie kurz darauf in der Zeitschrift Das schöne Heim erwähnt: Neben Künstlerinnen wie Margrit Douglas und Grethe Jürgens stellte sie 1937 in der Gemeinschaftsausstellung „Kinderbildnisse“ ihren  „Bronzekopf eines Knaben“ aus.
Die Künstlerin, die in Hannover lebte und arbeitete, starb im Alter von 39 Jahren während der Luftangriffe auf Hannover  im Zweiten Weltkrieg am 11. Februar 1941 in Folge abgeworfener Fliegerbomben, einige Jahre vor ihren Eltern. Sie war zuletzt als Haushaltsvorstand im Adressbuch der Stadt Hannover unter der Adresse Gretchenstraße 22 in der hannoverschen Oststadt verzeichnet.